# Nélson Luís Kerchner
Nélson Luís Kerchner, bekannt als Nelsinho, (* 31. Dezember 1962 in São Paulo) ist ein ehemaliger brasilianischer Fußballspieler.

## Karriere
Der Abwehrspieler Nelsinho begann seine Karriere 1981 beim FC São Paulo, bei dem er für zehn Jahre unter Vertrag stand. Sein einziges Tor in 134 Ligaspielen für São Paulo erzielte er im Jahre 1986. Seine nächste Station war der Verein Flamengo Rio de Janeiro, bei dem er im ersten Jahr, 1990, an sieben Ligaspielen teilnahm. Für elf Ligaspiele kehrte er 1992 zum FC São Paulo zurück und für ein Jahr stand er bei den Corinthians São Paulo unter Vertrag.
1993 unterschrieb er einen Vertrag beim Kashiwa Reysol in Japan, bei dem er in drei Jahren 86 Ligaspiele absolvierte und 16 Tore erzielte. Anschließend beendete er seine aktive Karriere.
Von 1987 bis 1990 bestritt Nelsinho 17 Spiele für die brasilianische Fußballnationalmannschaft und traf dabei einmal ins Tor. Bei den Panamerika Spielen 1987 stand er im Kader des Siegerteams.
2004 war er für eine Spielzeit Trainer bei AA Internacional (Limeira).

## Erfolge
Nationalmannschaft
- Panamerikanische Spiele: 1987

São Paulo
- Staatsmeisterschaft von São Paulo: 1980, 1981, 1985, 1987, 1989, 1991
- Campeonato Brasileiro de Futebol: 1986, 1991
- Copa Libertadores: 1992